# Vòng Tay Thái Bình
Vòng Tay Thái Bình, (còn có tên tiếng Anh: Pacific Links Foundation) (PALS) là một tổ chức phi chính phủ của Hoa Kỳ hoạt động ở Việt Nam từ 2005 với  mục đích hỗ trợ sự phát triển bền vững của cộng đồng Việt Nam, di cư an toàn và phòng chống mua bán người, .

## Tổ chức
Được thành lập vào năm 2001, PALS bao gồm người từ mọi tầng lớp và tuổi tác muốn góp phần nâng cao đời sống con người. PALS bắt đầu hoạt động tại Việt Nam vào năm 2005.

## Hoạt động và phát triển
Năm 2008, Vòng Tay Thái Bình khai trương Nhà Nhân Ái hỗ trợ nạn nhân nạn mua bán người tại Long Xuyên.